# Centrale unica di risposta

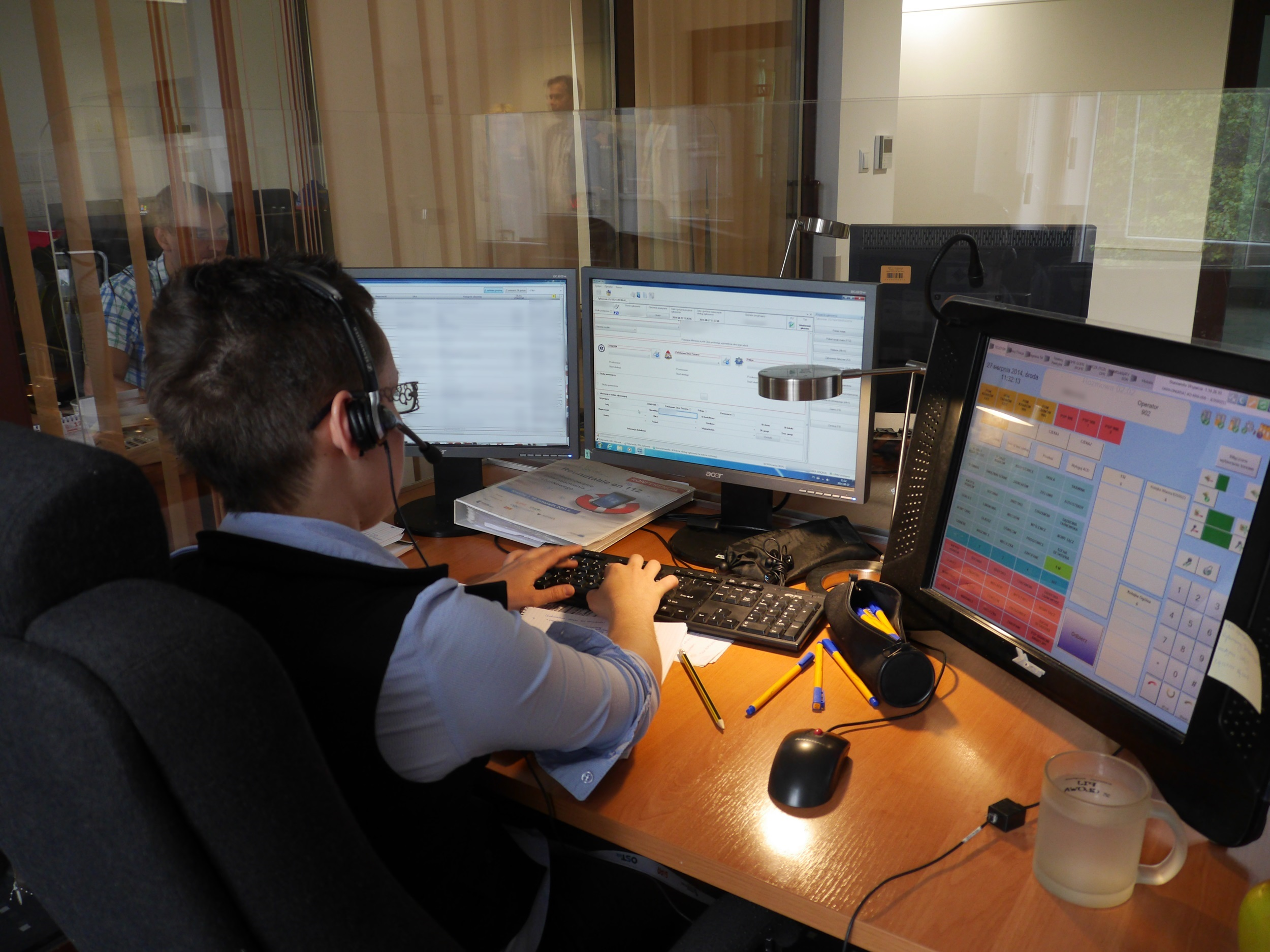
La centrale unica di emergenza 112 di Cracovia, uno dei 17 centri operativi in Polonia

La centrale unica di risposta (anche PSAP, dall'inglese public-safety answering point) è il centro chiamate responsabile delle chiamate nei paesi dell'UE al numero unico di emergenza 112. Gli operatori raccolgono le chiamate di emergenza, stabiliscono o meno la loro veridicità, analizzano il grado di pericolo e inviano sul posto i servizi competenti (polizia, soccorso sanitario, vigili del fuoco). Gli operatori sono in grado anche di connettere direttamente il chiamante con il servizio di emergenza richiesto. Le centrali PSAP sono in grado di localizzare le chiamate in arrivo sia da rete mobile che fissa.

## Funzionamento
Il numero unico europeo prevede la formazione di un call center laico (ovvero composto da operatori non appartenenti a forze specifiche), chiamato PSAP1 (Public Safety Answering Point 1) o "Centrale di Primo Livello", che si posiziona tra l'utente e le centrali operative specifiche (Pubblica Sicurezza, Arma dei Carabinieri, Vigili del Fuoco ed Emergenza Sanitaria). Componendo qualsiasi numero dell'emergenza (112, 113, 115, 118) il cittadino entra in contatto con l'operatore della Centrale. 
L'operatore del PSAP1, ricevuta la chiamata e accertatosi della situazione, trasferisce la telefonata e i dati raccolti (localizzazione ed identificazione del chiamante) al centralino dell'autorità competente per la risoluzione dell'emergenza (detto PSAP2 o "Centrale di Secondo Livello"), mettendo in collegamento telefonico l'utente e l'operatore del secondo centralino.
La Centrale di Primo Livello funge da "filtro" delle chiamate improprie, ossia quelle non classificabili come emergenza quali scherzi, richieste di informazione o chiamate per errore; questo permette di inoltrare alla Centrale di Secondo Livello solo le chiamate proprie, le quali necessitano effettivamente di un intervento di soccorso.

### Suddivisione
Il sistema di risposta viene suddiviso nelle seguenti variabili:
- PSAP – suddiviso in uno o due livelli (a seconda delle esigenze):
  - PSAP1 laico – filtra le chiamate e le smista agli enti governativi competenti;
  - PSAP2 governativo – gestisce gli eventi direttamente;
- CT – call taker, colui che risponde alla chiamata e gestisce l'intervista telefonica;
- CD – dispatcher, colui che smista le chiamate e coordina i mezzi di soccorso.

## Modelli operativi
I centri unici di emergenza operano (a seconda dei casi) in diverse configurazioni:
- Ente prevalente: La chiamata arriva alla centrale competente che trasferisce la chiamata in caso di necessità o la archivia in caso di non necessità.
- Gestione locale: La centrale trasmette i dati relativi all'emergenza all'ente competente maggiore locale.
- Filtro laico: La risposta è gestita da un op. laico che valuterà quale sia l'emergenza, se si necessita di soccorso sul posto oppure di archiviare la chiamata se questa non rispetta regole preposte o si forniscono numeri alternativi a cui chiamare.
- Centrali interconnesse: La chiamata proveniente da una zona geografica può essere gestita da una centrale operativa di una zona molto distante da quella di competenza.

## Paesi che hanno predisposto le centrali uniche di risposta
Le centrali uniche di risposta non sono state ancora predisposte in tutti gli stati membri dell'Unione europea:
- Austria: ente prevalente (polizia)
- Belgio: centrali uniche di emergenza 112 (attualmente solo per le regioni di Gent e Leuven)
- Bulgaria: centrali uniche di emergenza 112
- Cipro: ente prevalente (polizia)
- Croazia: risposta laica
- Danimarca: ente prevalente (in alcune regioni vigili del fuoco, in altre polizia)
- Estonia: centrali uniche di emergenza 112 (solo vigili del fuoco e sanità, con deviazione di chiamata alla polizia)
- Finlandia: ricezione e gestione
- Francia: ente prevalente (in alcune regioni vigili del fuoco, in altre sanità)
- Germania: ente prevalente (vigili del fuoco)
- Grecia: filtro laico
- Irlanda: filtro laico
- Italia: filtro laico in Valle D'Aosta, Piemonte, Lombardia, Liguria, Trentino-Alto Adige, Friuli-Venezia Giulia, Toscana, Marche, Umbria, Lazio, Abruzzo, Sicilia, Sardegna, Emilia-Romagna, Calabria, Puglia; ente prevalente (carabinieri) nelle altre zone
- Lettonia: ente prevalente (vigili del fuoco)
- Lituania: A Vilnius centrale unica di emergenza 112. Nelle altre zone ente prevalente (polizia).
- Lussemburgo: centrali uniche di emergenza 112 (solo vigili del fuoco e sanità, con deviazione di chiamata alla polizia)
- Malta: ente prevalente (polizia)
- Paesi Bassi: risposta laica
- Polonia: centrali uniche di emergenza 112
- Portogallo: ricezione e gestione con deviazione di chiamata solo per la sanità
- Rep. Ceca: ente prevalente (vigili del fuoco)
- Romania: filtro laico
- Slovacchia: filtro laico
- Slovenia: ente prevalente (vigili del fuoco)
- Spagna: centrali uniche di emergenza 112 (Madrid, Castiglia, La Mancha), risposta laica (Catalogna, Aragona, Galizia)
- Svezia: ricezione e gestione
- Ungheria: ente prevalente (polizia)